# His Statue Falls
His Statue Falls was een Duitse electronicoreband afkomstig uit Saarbrücken.

## Biografie
De band werd opgericht in 2003 uit de as van twee eerdere bands, Crash My DeVille en Enter The Phoenix, waarna ze in 2007 hun eerste demo uitbrachten. In 2008 trad de band voor het eerst op en in 2009 mocht de band voor vier shows, in Duitsland, Nederland, België en Luxemburg, aantreden in het voorprogramma van Enter Shikari. Op 26 februari 2010 volgde via Redfield Records hun debuutalbum Collisions. In oktober van dat jaar zou de band door Rusland en Oekraïne toeren, maar vanwege een blessure van drummer Maximilian Schütz moest deze uitgesteld worden.
Ook het tweede album  Mistaken for Trophies, dat eerst gepland stond voor 23 september 2011, moest uitgesteld worden en kwam uiteindelijk uit op 20 april 2012. Op 9 mei werd het album door Radtone uitgebracht in Japan. Maximilian Schütz was uiteindelijk genoodzaakt de band verlaten en hij werd vervangen door Markus Pesch, waarna de band in juni 2012 voor het eerst door Japan toerde. Hierna gaf de band ook zes optredens in China.
Op 11 november 2015 kondigde de band aan dat hun nieuwe album Polar zou heten en op 4 maart 2016 uit zou komen. Jan Vergin, Markus Pesch, Seb Monzel en Michael Kaczmarczyk kondigden op 25 mei aan dat zij de band hadden verlaten. Dennis Fries bleef hierdoor effectief over als het enige lid, maar ondernam in die hoedanigheid verder geen activiteiten meer.

## Bezetting
| Laatste formatie - Jan Vergin - vocalen - Dennis Fries - gitaar, vocalen - Sebastian Monzel - gitaar, synthesizer - Michael Kaczmarczyk - bas - Markus Pesch - drums | Voormalige leden - Christian Diehl - bas - Christoph Hoffmann - gitaar, synthesizer - Maximilian Schütz - drums - Alex Sauer - screams - Thomas Theis - keyboard |

## Discografie
Studioalbums
- 2010: Collisions (Redfield Records, Radtone Music)
- 2012: Mistaken for Trophies (Redfield Records, Radtone Music)
- 2016: Polar (Redfield Records, Go with Me)

Ep's
- 2013: I Am the Architect (Redfield Records, Radtone Music)